# Anna Bratt
Anna Bratt, född 23 juni 1969 i Ludvika, är en svensk journalist och författare med inriktning på medicin och hälsa. Hon arbetar på Dagens Nyheter, där hon är tidningens medicinreporter. I april 2013 gav Anna Bratt ut boken ”Vänta på barn. Fertilitetshandboken” på förlaget Bonnier Fakta.
År 2011 kom Anna Bratt ut med boken ”Vikten av gener: Hur DNA påverkar din vikt” Natur & Kultur tillsammans med DN-kollegan Karin Bojs.

## Publicerade verk
- Vänta på barn. Fertilitetshandboken (Bonnier Fakta, 2013)
- Vikten av gener: Hur DNA påverkar din vikt tillsammans med Karin Bojs (Natur & Kultur, 2011). Översatt till norska 2012.